# Výměnný knihovní fond
Výměnný fond je knihovní fond v gesci pověřené knihovny, jež tento fond, respektive jeho část (tzv. výměnný soubor), dočasně zapůjčuje obsluhovaným knihovnám. Přijímajícími knihovnami výměnných fondů jsou obvykle menší, obecní knihovny, které nedisponují prostředky (finančními, kapacitními, prostorovými apod.) pro budování vlastního rozsáhlého knihovního fondu, případně vzhledem k počtu obyvatel v obci by to nebylo účelné.
Cirkulace výměnných fondů mezi knihovnami je založena na kooperaci a podpoře menších knihoven s cílem v podobě aktualizovaného a různorodého fondu zajistit dostupnost kvalitních veřejných informačních a knihovnických služeb na celém území České republiky.
Tvorba, zajištění cirkulace a údržba těchto fondů patří mezi regionální funkce pověřených knihoven a jako taková je ukotvena v knihovním zákoně (Zákon 257/2001 Sb. o knihovnách a provozování veřejných knihovnických a informačních služeb). Dotování regionálních služeb knihoven je z větší části zajištěno kraji, společně s příspěvky z jiných zdrojů (na financování budování výměnných fondů se podílejí i obce).
Speciální výměnné soubory mohou tvořit nejen knihy, ale i jiné dokumenty (audio, deskové a karetní hry, pomůcky pro realizaci akcí v knihovně apod.). Doba výpůjčky do obsluhované knihovny se liší podle povahy dokumentů (v řádu měsíců, obvykle do 1-2 let). Zodpovědnost za fond přebírá převzetím přijímající knihovna, nebo zástupce obce. Pro registrovaného čtenáře se půjčování knih z výměnného fondu neliší od výpůjčky z běžného fondu knihovny.